# ارل هس کنارد
ارل هس کنارد (انگلیسی: Earle Hesse Kennard; ۲ اوت ۱۸۸۵ – ۳۱ ژانویهٔ ۱۹۶۸) دانشمند استاد در زمینه فیزیک نظری در دانشگاه کرنل اهل ایالات متحده آمریکا بود.

## زندگی‌نامه
کنارد در کلمبوس، اوهایو متولد شد و در بخش تحصیلات تکمیلی دانشگاه راد در کالج پومونا و دانشگاه آکسفورد تحصیل کرد. او با استفاده از بورسیه رودز تا کسب دکترای خود از کورنل در سال ۱۹۱۳، جایی که او اکثر کارهای علمی خود را دنبال کند، به تحصیل خود ادامه داد. در طول سال‌های ۱۹۲۶ در دانشگاه گوتینگن، او مکانیک کوانتومی را؛ که به‌تازگی توسط ورنر هایزنبرگ و پاسکوال جردن گسترش یافته بود، را آموخت. با استفاده از این دانش، او نخستین فرم دقیق اصل عدم قطعیت را تدوین و استخراج کرد و برای اولین بار چندین مسئله مکانیک کوانتومی را حل کرد.